# カネヒチタクシー
カネヒチタクシー（カネ七タクシー合資会社、Kanehichi Taxi ）は、三重県松阪市に本社を置くタクシー事業者。三重県中部・南部で事業を展開するタクシー会社である。

## 事業所・待機所
本社・営業所のある松阪市を中心に配車センターを構えてタクシー事業を行っている。
- 本社：三重県松阪市神守町273
- 松阪駅前(ベルタウン隣)待機所：三重県松阪市日野町10
- 松阪 下村オークワ前待機所：三重県松阪市下村町577
- 明和 イオンショッピングセンター待機所：三重県多気郡明和町中村1223番地
- 松阪 市民病院待機所：三重県松阪市殿町1550番地
- 松阪 中央病院待機所：三重県松阪市川井町字小望102
- 松阪 ベルライン前待機所：三重県松阪市大口町1822番地7
- 松阪 ベルファーム待機所：三重県松阪市伊勢寺町551-3
- 松阪 光町バス停前(隣駐車場)待機所：三重県松阪市光町868
- 松阪 愛宕待機所：三重県松阪市愛宕町1-59
- 松阪 櫛田待機所：三重県松阪市豊原町1159

## 車両
保有している全車両台数は41台。うち特定大型車とユニバーサルデザインタクシーと介護車はそれぞれは1台ずつ。

## 観光タクシー
観光地・伊勢志摩で事業を行っていることから、「観光タクシー」として14コース設定している。伊勢参宮街道を歩くコースやアウトレットコースなど多彩である。